# Горње Дубраве
Горње Дубраве су насељено мјесто града Огулина, у Карловачкој жупанији, Република Хрватска.

## Географија
Горње Дубраве се налазе око 18 км сјевероисточно од Огулина.

## Историја

### Усташки злочини у Другом светском рату
За вријеме недељног вашара (пазарни дан) у Огулину, 28. маја 1941. године ухапшено је око 40 највиђенијих грађана и сељака из Огулина и околине. Послије тога, крајем јуна, огулинска општина је преко добошара објавила да Срби убудуће могу слободно посјећивати вашаре. Међутим, кад су неки сељаци из Горњих Дубрава дошли у Огулин на вашар, усташе су их ухватиле и убиле.

#### Девет дубравских мученика
Рано ујутро на Благовијести 1943. године у село су бануле усташе и наредиле становништву да се спреми за сељење у „бољу земљу“. Народ, уплашен и без заштите, покорио се наредби.
До подне око 250 људи, жена и дјеце, што самостално, што уз пратњу и претњу усташа, сабрало се на својим запрегама пуним робе, хране и алата на жељезничку станицу. Сва воловска и коњска запрега остала је на станици, а људи су утоварени у те вагоне (сточни вагони) и отпремљени у концентрациони логор Сисак.
Тај дан (7. априла 1943) усташе су звјерски убиле деветоро становника.
Из куће Мирића заклани су Тоде Милетин и његова снаја (братова жена) Мара, родом из Карапанџића.
У Туторовићима (Ивковићима) усташе су сустигле бјегунце Николу и Смиљу са бебом.
„Николу свежу за шљиву, малог отргну од матере и пред њиховим очима, разбију дјетету, малом Ђурђу, главу о камен. Смиља, престрављена, није пустила од себе гласа за сином, ни кад су је клали, причао је Симо Јовићев, Штркљов, који је све то посматрао са стране, од своје куће. Николу, престрављеног оца и мужа, са собом усташе поведу. Успут ухвате и Нину пандура из Микашиновића, таста његова, који је ишао у Туторовиће да обиђе кћер Смиљу и њезину фамилију. Обадва неђе убију. Никад се не сазна за њихову стрв.“
Седма жртва би Ђуко Барков, Милетин из Карапанџи. То би брат - стричевић оне несрећне Маре из Мирића. И Ђуко покуша побјећи, само више човјек кад пређе четрдесету не умаче двадесетогодишњацима! Ухватише Ђуку у страни ниже куће и тамо заклаше. И дјеца видјеше мртвог ћаћу.
Осмог гињеника, Рацу Ђуранова из Шкерића, убише из пушке више куће у Шкерићима. Не утече ни он, а имаде само 15 година.
Девета жртва, стари Илија Рацин из Јањана допао је тешких мука. Својим је бјекством намјерно привукао пажњу усташа и тако дао прилику сестри Павици да побјегне у Гојак са двоје унука.
„Опазише га усташе како бјежи и митраљеским рафалом му пресијеку обадвије ноге. Ухватише га рањена и довуку онако по снијегу као кладу, пред кућу. Видјеше разбојници да их старац превари, јер нема никог од укућана. Убацише га на воловска кола и тукоше га кундацима све до станице. Још у Дубравама, на жељезничкој станици, одрезаше старом Илији нос и уши. Народ се зграну. У вагону до Загреба му под нокте чавле забијаше, а у Загребу, на Боронгају, гдје се зауставише композиције затвореника, Илији извадише и очи.“

## Становништво
Према попису становништва из 2011. године, насеље Горње Дубраве је имало 90 становника.
| Националност       | 1991. | 1981. | 1971. | 1961. |
| Срби               | 14    | 14    | 18    | 24    |
| Хрвати             | 5     |       |       | 1     |
| остали и непознато |       | 1     |       |       |
| Укупно             | 19    | 15    | 18    | 25    |

| Демографија | Демографија | Демографија |
| Година      | Становника  | Становника  |
| ----------- | ----------- | ----------- |
| 1961.       | 25          |             |
| 1971.       | 18          |             |
| 1981.       | 15          |             |
| 1991.       | 19          |             |
| 2001.       | 119         |             |
| 2011.       |             | 90          |

- Напомена: 2001. године повећано за подручје насеља Јањани, Микашиновићи, Перићи, Вишњић Брдо и Вуцелићи која су престала постојати.